# Sarah Stiles
Sarah Stiles (Massachusetts, 20 giugno 1979) è un'attrice e cantante statunitense.

## Biografia
Dopo gli studi all'American Musical and Dramatic Academy di New York, Sarah Stiles ha fatto il suo debutto a Broadway nel 2005, come sostituta nel musical The 25th Annual Putnam County Spelling Bee. Dopo aver recitato nel tour statunitense del musical, Stiles è tornata a Broadway nel 2007 con lo show Avenue Q, a cui seguirono On a Clear Day You Can See Forever nel 2011 e la commedia drammatica Hand to God nel 2015, per cui fu candidata al Tony Award alla migliore attrice non protagonista in un'opera teatrale.
Parallelamente alla carriera a Broadway, Stiles si mantenne attiva anche nell'ambito del teatro regionale, recitando in produzioni di rilievo di musical come Grease (2003) e Hello, Dolly! (2005). Nel 2012 recitò nell'Off Broadway nel musical Into the Woods con Amy Adams e Donna Murphy, mentre nel 2019 tornò a Broadway con il musical Tootsie, per cui ricevette una nomination al Drama Desk Award e al Tony Award alla miglior attrice non protagonista in un musical.

## Filmografia parziale

### Cinema
- Unsane, regia di Steven Soderbergh (2018)
- Stai con me oggi? (Here Today), regia di Billy Crystal (2021)
- Transformers - Il risveglio (Transformers: Rise of the Beasts), regia di Steven Caple Jr. (2023)

### Televisione
- Lab Rats - serie TV, 1 episodio (2013)
- The Blacklist - serie TV, 1 episodio (2016)
- I'm Dying Up Here - Chi è di scena? - serie TV, 1 episodio (2017)
- Get Shorty - serie TV, 12 episodi (2017-2018)
- Dietland - serie TV, 1 episodio (2018)
- Billions - serie TV, 26 episodi (2018-2023)
- Steven Universe: il film (Steven Universe: The Movie), regia di Rebecca Sugar - film TV (2019) – voce
- The Crew - serie TV (2021)
- Hazbin Hotel - seria animata, 1 episodio (2024) – voce

## Doppiatrici italiane
Nelle versioni in italiano delle opere in cui ha recitato, Sarah Stiles è stata doppiata da:
- Jolanda Granato in I'm Dying Up Here - Chi è di scena?
- Irene Trotta in Unsane
- Antilena Nicolizas in Billions
- Gemma Donati in Get Shorty

Da doppiatrice è sostituita da:
- Margherita De Risi in Steven Universe: il film
- Barbara Castracane in Hazbin Hotel